# Stützen der Gesellschaft
Stützen der Gesellschaft ist ein Filmdrama des Regisseurs Detlef Sierck aus dem Jahr 1935. Die Literaturverfilmung basiert auf dem Bühnenstück Samfundets Støtter des norwegischen Dramatikers und Lyrikers Henrik Ibsen. In der Hauptrolle verkörpert Heinrich George den vermögenden und skrupellosen Konsul Karsten Bernick, der nichts anderes im Sinn hat, als dass sein Sohn einmal seine Werft übernehmen soll.

## Handlung
Der reiche Konsul Karsten Bernick ist stolzer Besitzer einer Werft. All seine Handlungen und Gedanken richtet er darauf aus, dass sein Sohn Olaf seine Werft zu einem geeigneten Zeitpunkt übernehmen soll.
Als Bernicks Schwager Johan Tönnessen, der zwischenzeitlich ein reicher Farmer geworden ist, nach 20 Jahren Abwesenheit im Ausland wieder in seiner Heimat auftaucht, gehen wieder alte Gerüchte um, in denen zum Ausdruck gebracht wird, dass Dina, die im Haus des Konsuls lebt, ein uneheliches Kind von ihm ist. Bernick dreht den Spieß jetzt um und streut den Verdacht, dass sein Schwager Johan der Vater des Kindes ist.
Die Filmhandlung wird turbulent, als Johan spontan den Beschluss fasst, mit Dina auf einem Schiff nach Amerika zu fahren. Trotz eines aufkommenden Unwetters erteilt Bernick dem Kapitän des Schiffes die Anweisung, sofort auszulaufen. Es kommt, wie es kommen muss: In schwerer See kentert das Schiff und strandet. Was zu diesem Zeitpunkt niemand wusste ist, dass Bernicks Sohn Olaf als blinder Passagier an Bord des nicht gerade als seetüchtig einzustufenden Schiffes ist.
Bernick, der mitbekommen hat, dass sein Sohn unerlaubterweise an Bord des Schiffes war, findet den Tod, als er verzweifelt nach seinem Sohn ruft und er im Anschluss von der Brandung mitgerissen wird und untergeht. Johan gelingt es aber zumindest, Olaf zu retten.

## Erscheinungstermine und abweichende Filmtitel
Der Film wurde in Berlin am 21. Dezember 1935 in Deutschland uraufgeführt. In den USA hatte er seine Premiere etwa ein Jahr später, am 6. November 1936. Der Film erschien auch in Frankreich unter dem Titel Les piliers de la société, in Italien unter dem Titel Le colonne della società und in Portugal unter dem Titel Pilares da Sociedade.

## Produktionsnotizen
Die Dreharbeiten fanden im September und Oktober 1935 statt. Die Drehorte waren Potsdam, Hamburg und Bornholm (in Dänemark). Hans Minzloff und Otto Gülstorff waren für die Filmbauten verantwortlich. Fred Lyssa hatte die Produktions- und Herstellungsleitung inne.